# Thierry Neuville
Thierry Jean Neuville (St. Vith, Belgija, 16. lipnja 1988.) belgijski je reli vozač koji se natječe u Svjetskom prvenstvu u reliju za Hyundai Motorsport. Tijekom svoje karijere pet je puta završio kao drugoplasirani u prvenstvu vozača (2013., 2016. – 2019.). Osvojio je naslov 2024. godine.
Pomogao je Hyundaiju da osvoji njihov prvi naslov među proizvođačima 2019., kao i da ponovi taj podvig 2020. Njegov trenutni suvozač je sunarodnjak Martijn Wydaeghe.
Rođen u St. Vithu, Neuville se počeo baviti relijem 2007. godine. Između 2009. i 2011. natjecao se u Intercontinental Rally Challengeu, 2009. je također debitirao u Svjetskom prvenstvu u reliju na Reliju Katalonija, a 2010. se natjecao u juniorskom Svjetskom prvenstvu u reliju. S obećavajućim rezultatima u kategorijama između 2009. i 2011. potpisao je za Citroën Junior Team i debitirao u World Rally Caru 2012. Godine 2013., vozeći za Qatar World Rally Team, iznenađujuće je osvojio drugo mjesto u prvenstvu, nakon što je osvojio svoja prva postolja, završivši sa 114 bodova iza Sébastiena Ogiera koji je dominirao sezonom.
Kada je Hyundai Motorsport ponovno ušao u reli 2014. godine, korejski proizvođač uzeo je Neuvillea kao glavnog vozača. Neuville je osvojio svoju prvu utrku Svjetskog prvenstva u reliju, kao i prvu za Hyundai, tijekom te sezone, na Reliju Njemačka 2014. Uz svoju prvu pobjedu, pomogao je Hyundaiju osvojiti svoje prvo postolje ranije u sezoni. Neuville je sezonu 2014. i 2015. završio na šestom mjestu, ali od 2016. svaku sezonu završava kao drugoplasirani u prvenstvu vozača. Godine 2016. ponovno je bio drugi iza Ogiera, ali otkako su 2017. uvedeni novi propisi za svjetske reli automobile, tijesno se borio za naslov vozača s rivalima Ogierom i Ottom Tänakom. U 2017. i 2018. za dlaku mu je izmakao naslov, koji jw pripao Ogieru, dok je 2019. bio drugi nakon Tänaka. Unatoč tome što je bio drugi u prvenstvu vozača 2019., Neuvilleovi rezultati pomogli su Hyundaiju da osvoji svoju prvu titulu proizvođača.
Ukupno je Neuville osvojio 20 svjetskih relija, sve za Hyundai. U početku poznat kao stručnjak za asfalt, pobjeđivao je na natjecanjima na asfaltu i šljunku. Pobjeđivao je i na snijegu, pobijedivši na Reliju Švedska 2018. i postao je jedan od rijetkih ne-nordijskih vozača koji su pobijedili na tom događaju. Osim relija, Neuville se također natjecao u kružnim utrkama, debitirajući u Njemačkom prvenstvu touring automobila 2019.